# Diocese de Bragança-Miranda
A Diocese de Bragança-Miranda (Dioecesis Brigantiensis-Mirandensis) é uma divisão administrativa católica portuguesa. Ela foi originalmente criada, sob o nome de Diocese de Bragança, em 5 de Março de 1770, congregando um vastíssimo número de territórios que haviam pertencido, até então, à diocese de Miranda do Douro.
A criação da diocese mirandesa no século XVI não havia suscitado consensos, já que a cidade de Bragança era, desde há muito, o principal polo da comarca de Trás-os-Montes. Assim, e ante o pedido do rei D. José I, acabou a Santa Sé por dividir aquela diocese em duas, uma com sede em Bragança, e outra em Miranda. A partir deste momento, dada a superfície com que ficara reduzida a diocese mirandense, bem como a relativa proximidade entre as duas sés-catedrais, foi apenas uma questão de tempo para que Bragança absorvesse Miranda.
Assim, em 27 de Setembro de 1780, a Sé mirandense foi unida à de Bragança, passando os seus bispos a serem prelados das duas cidades e recebendo o bispado o nome conjunto de Diocese de Bragança e Miranda (em teoria mantinham-se como que as duas dioceses separadas, mas unidas sob o báculo do mesmo bispo; o episcopológio costuma referenciar os bispos de Bragança-Miranda com dois numerais, um relativo ao seu cargo em Bragança e outro em Miranda); a atual designação Diocese de Bragança-Miranda (com a supressão da conjuntiva e) data de 27 de Maio de 1996.

## Administração diocesana
Bispos de Bragança-Miranda:

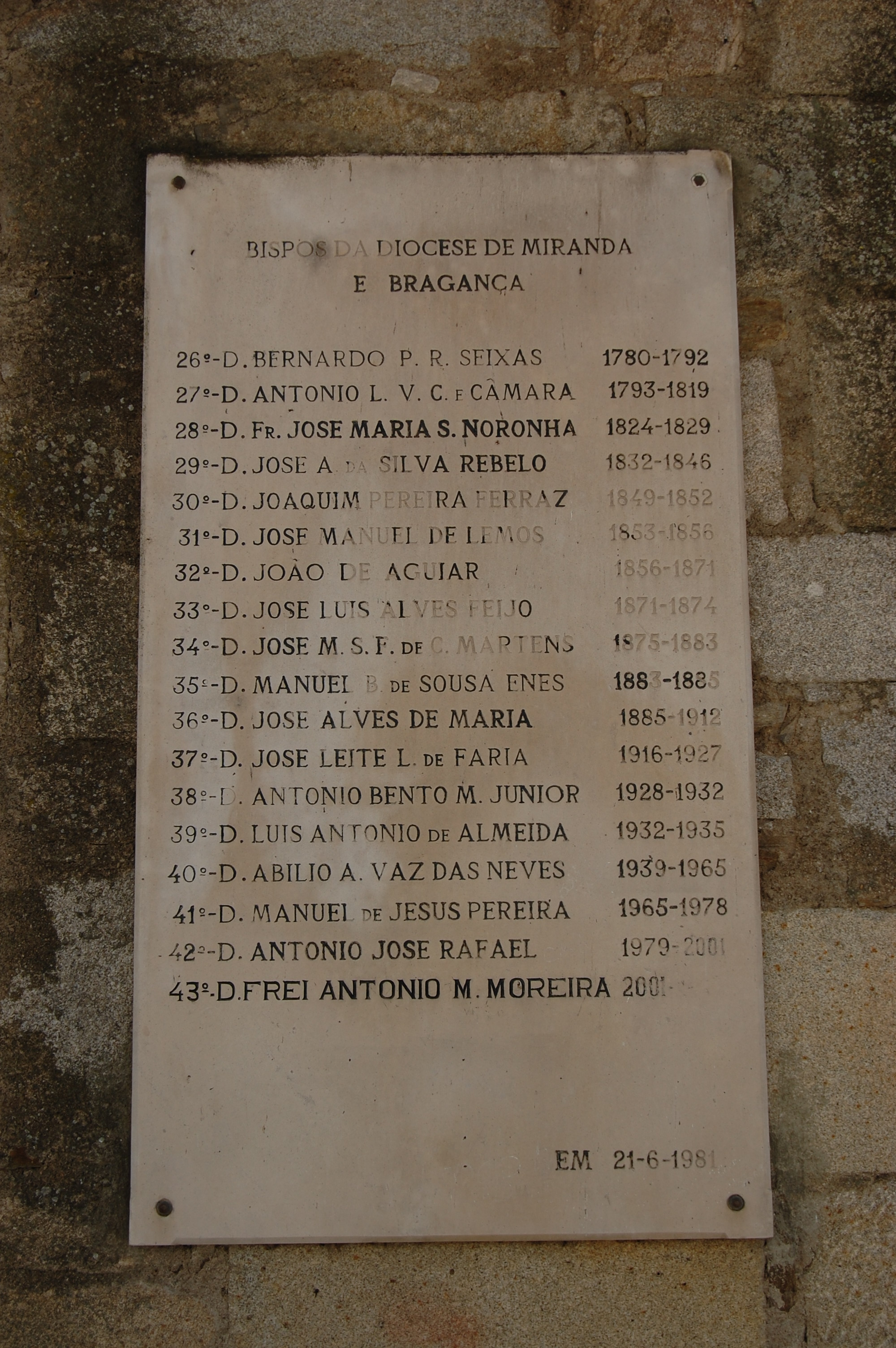
Bispos de Bragança-Miranda.

1. D. Miguel Barreto de Menezes (1770-1772), primeiro bispo em Bragança (depois, último bispo em Miranda de 1773 a 1780)
2. D. Bernardo Pinto Ribeiro Seixas (1773-1792), segundo bispo em Bragança (1773-1780); 26.º bispo de Bragança e Miranda (1780-1792)
3. D. António (I) Luís da Veiga Cabral e Câmara (1793-1819), 27.º bispo de Bragança-Miranda
4. D. Frei José (I) Maria de Santana e Noronha (1824-1829), 28.º bispo de Bragança-Miranda
5. D. José (II) António da Silva Rebelo (1832-1846), 29.º bispo de Bragança-Miranda
6. D. Joaquim Pereira Ferraz (1849-1852), 30.º de Bragança-Miranda
7. D. José (III) Manuel de Lemos (1853-1856), 31.º de Bragança-Miranda
8. D. João de Aguiar (1856-1871), 32.º bispo de Bragança-Miranda
9. D. José (IV) Luís Alves Feijó (1871-1874), 33.º bispo de Bragança-Miranda
10. D. José (V) Maria da Silva Ferrão de Carvalho Martens (1875-1883), 34.º bispo de Bragança-Miranda
11. D. Manuel (I) Bernardo de Sousa Enes (1883-1885), 35.º bispo de Bragança-Miranda
12. D. José (VI) Alves de Mariz (1885-1912), 36.º de Bragança-Miranda
13. D. José (VII) Leite Lopes de Faria (1916-1927), 37.º bispo de Bragança-Miranda
14. D. António (II) Bento Martins Júnior (1928-1932), 38.º de Bragança-Miranda
15. D. Luís António de Almeida (1932-1935), 39.º bispo de Bragança-Miranda
16. D. Abílio Augusto Vaz das Neves (1939-1965), 40.º bispo de Bragança-Miranda
17. D. Manuel (II) de Jesus Pereira (1965-1978), 41.º bispo de Bragança-Miranda
18. D. António (III) José Rafael (1979-2001), 42.º bispo de Bragança-Miranda
19. D. Frei António (IV) Montes Moreira, O.F.M. (2001-2011), 43.º bispo de Bragança-Miranda
20. D. José (VIII) Manuel Garcia Cordeiro (2011-2021), 44.º bispo de Bragança-Miranda
21. D. Nuno Manuel dos Santos Almeida (2023-atual), 45.º bispo de Bragança-Miranda

## Escutismo
- Escutismo nesta diocese: Região de Bragança